# Вильжезю
Вильжезю́ (фр. Villejésus) — коммуна во Франции, находится в регионе Пуату — Шаранта. Департамент — Шаранта. Входит в состав кантона Эгр. Округ коммуны — Конфолан.
Код INSEE коммуны — 16411.
Коммуна расположена приблизительно в 380 км к юго-западу от Парижа, в 80 км южнее Пуатье, в 30 км к северу от Ангулема.

## Население
Население коммуны на 2008 год составляло 555 человек.
| 1962 | 1968 | 1975 | 1982 | 1990 | 1999 | 2008 |
| ---- | ---- | ---- | ---- | ---- | ---- | ---- |
| 542  | 531  | 511  | 491  | 550  | 544  | 555  |

## Администрация
| Период | Период | Фамилия         | Партия | Примечания |
| ------ | ------ | --------------- | ------ | ---------- |
| 2001   | 2008   | Оливье Жеофрион |        | офицер     |
| 2008   | 2014   | Надя Кайо       |        | торговец   |

## Экономика
Компания Carti Meubles производит мебель для больших специализированных магазинов.
В 2007 году среди 336 человек в трудоспособном возрасте (15—64 лет) 249 были экономически активными, 87 — неактивными (показатель активности — 74,1 %, в 1999 году было 70,8 %). Из 249 активных работали 230 человек (120 мужчин и 110 женщин), безработных было 19 (9 мужчин и 10 женщин). Среди 87 неактивных 21 человек были учениками или студентами, 44 — пенсионерами, 22 были неактивными по другим причинам.

## Фотогалерея

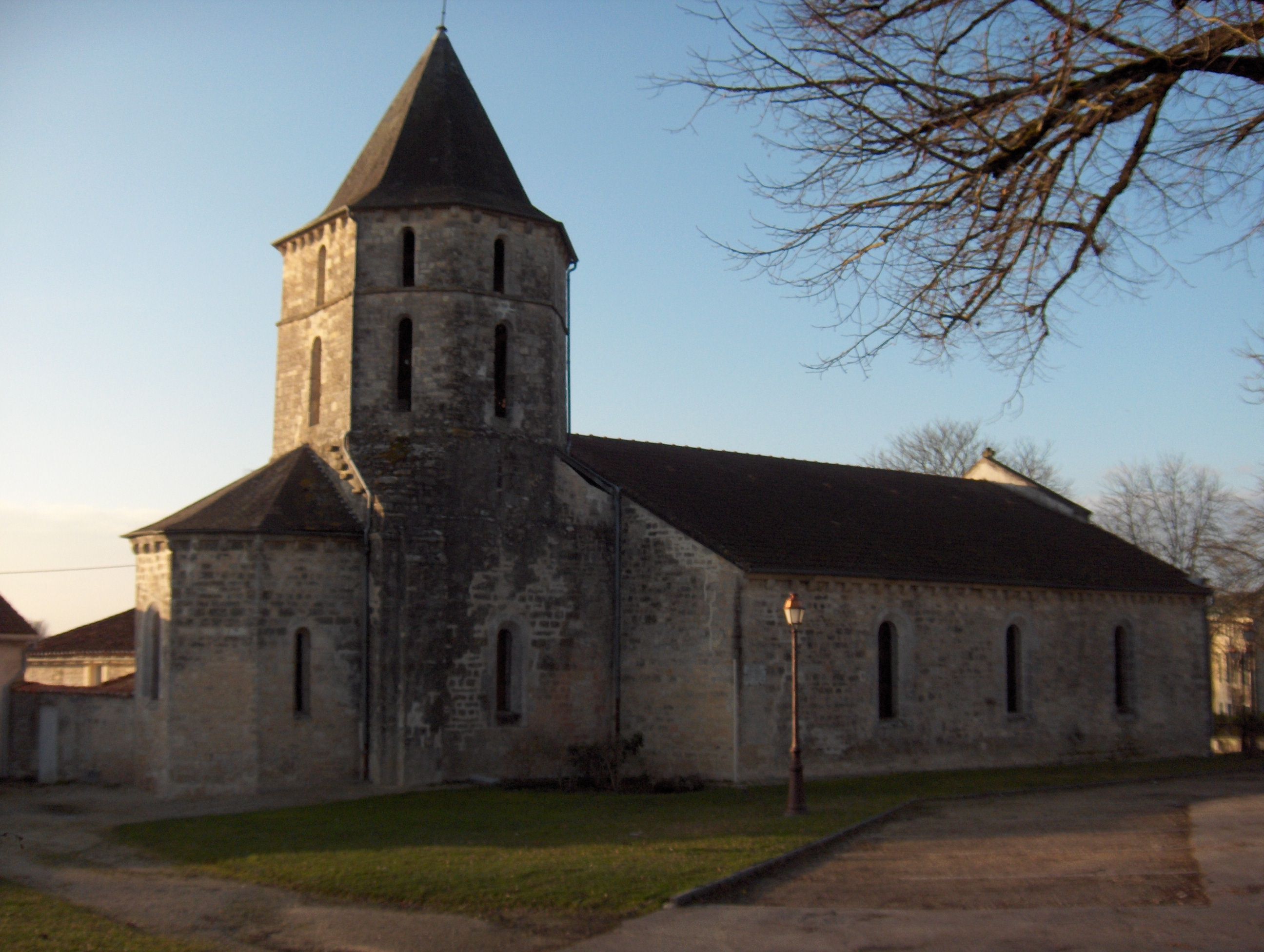
Церковь Нотр-Дам
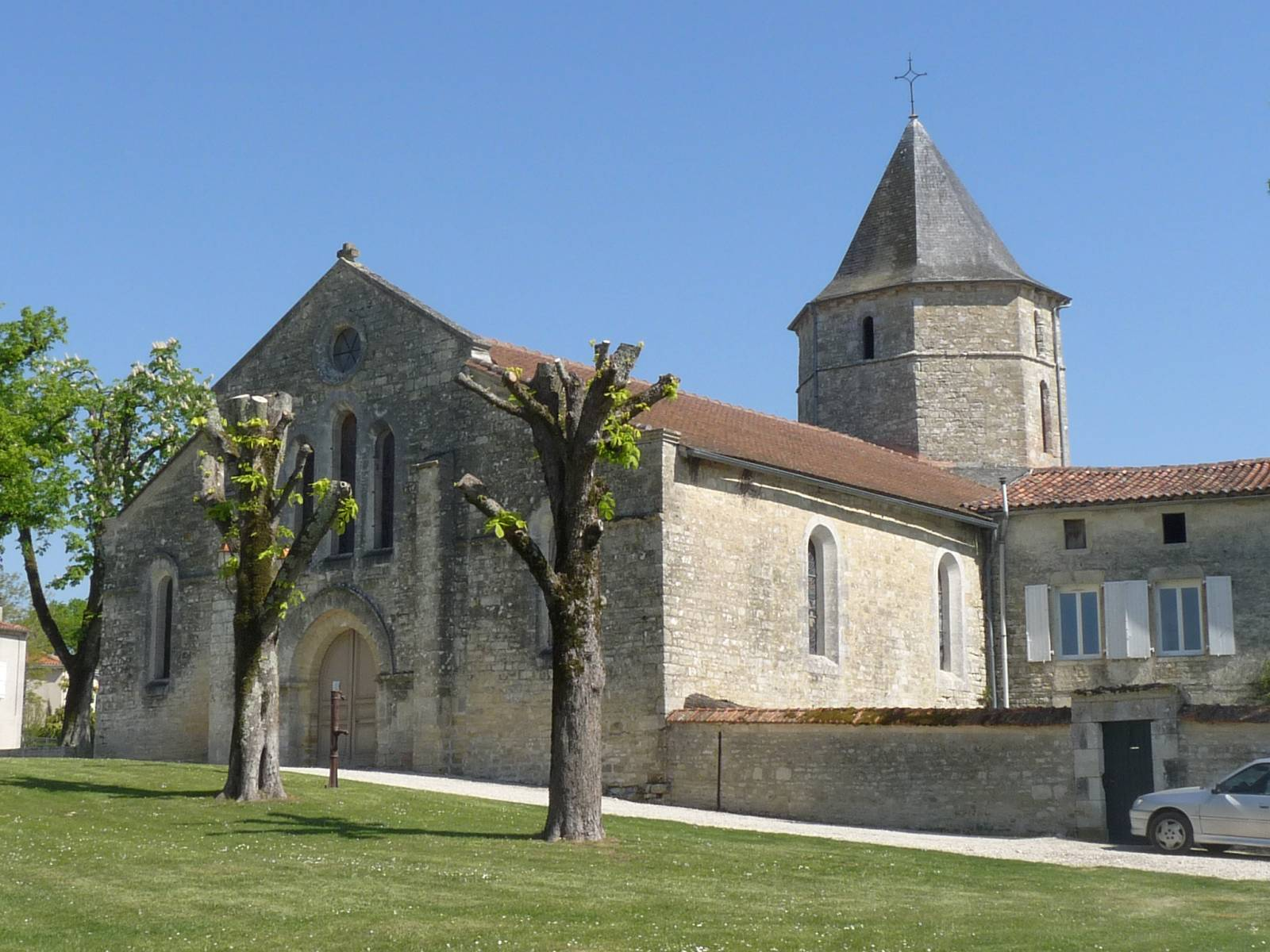
Церковь Нотр-Дам
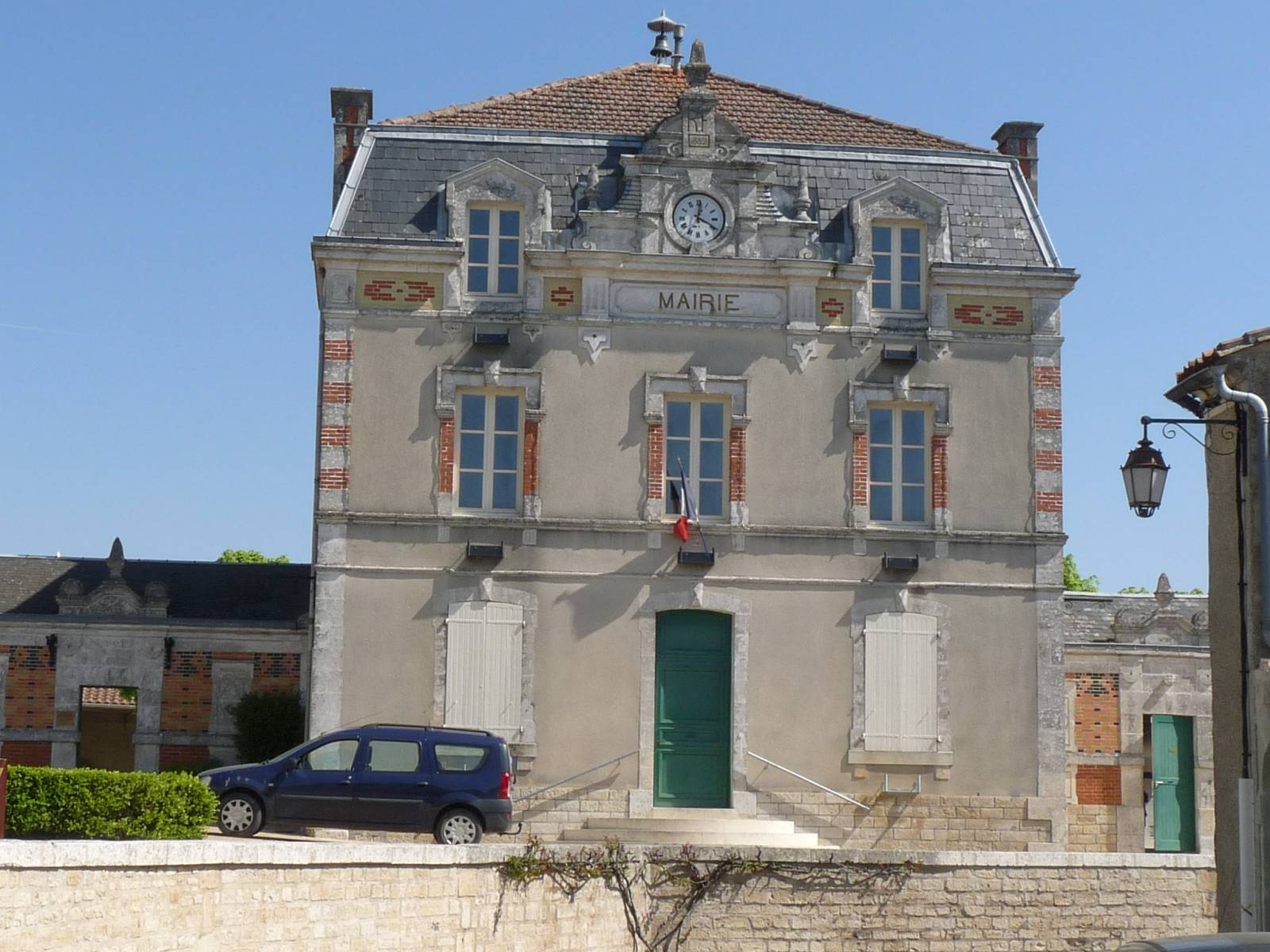
Мэрия
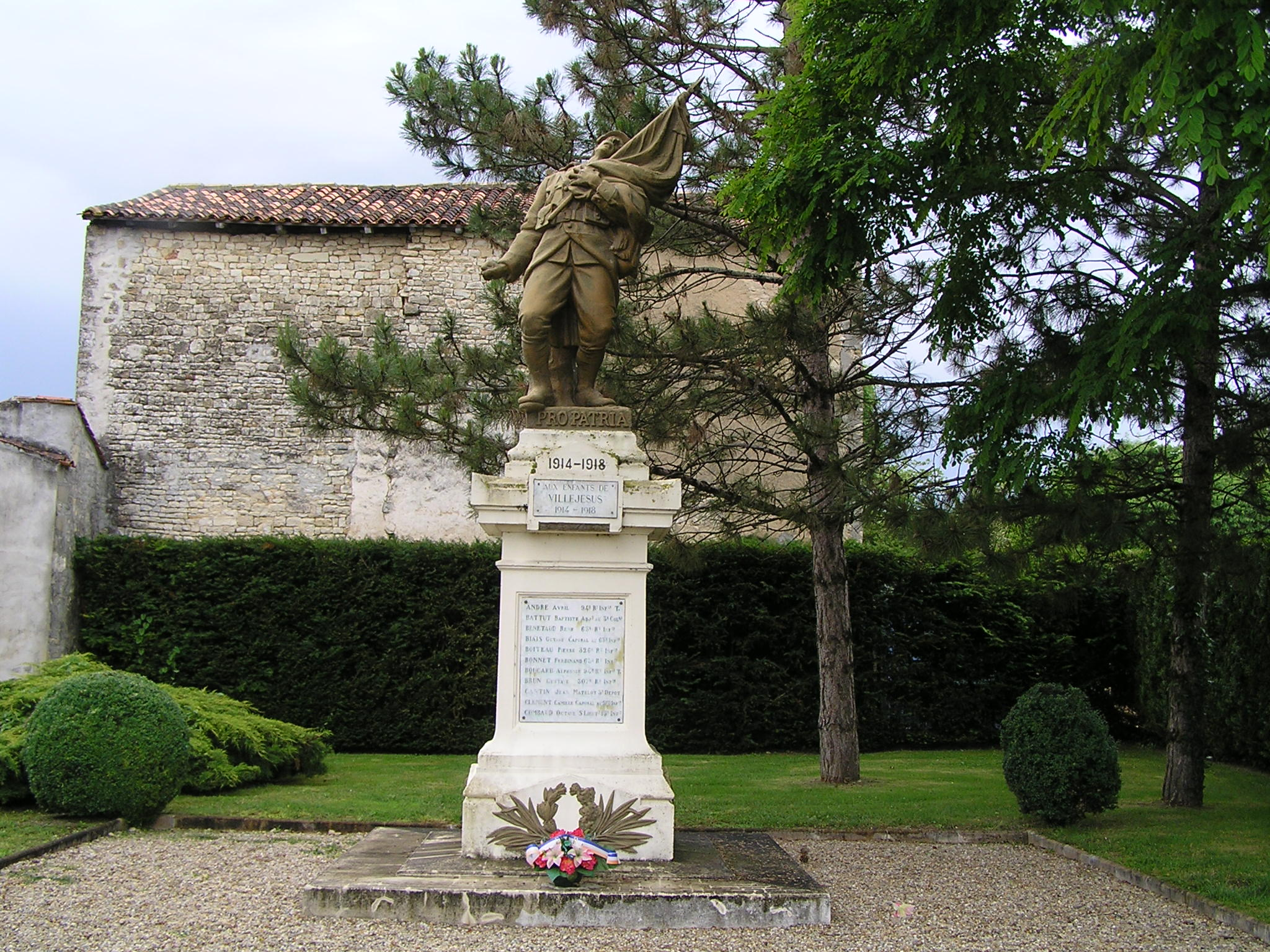
Военный мемориал